# Roman Empire
Roman Empire est une série américano-canadienne, mélangeant documentaire historique et reconstitutions dramatiques, basée sur la période de l'Empire romain.
Produite par la société de production Netflix en tant que « série originale Netflix », elle est composée de trois saisons diffusées entre 2016 et 2019.

## Synopsis
La série Roman Empire est composée de trois mini-séries ou saisons, chacune centrée sur une période différente de l'Empire romain :
- Commode : Le Règne du sang (saison 1) est une histoire en six épisodes du règne de l'empereur romain Commode. Elle fut diffusée sur Netflix le 11 novembre 2016[1],[2].
- Jules César : Le Maître de Rome (saison 2) est une histoire en cinq épisodes de la carrière de Jules César et de la chute de la République romaine[3]. Elle fut diffusée le 27 juillet 2018.
- Caligula : L'Empereur fou (saison 3) est une histoire en quatre épisodes qui raconte l'ascension et le règne de l'empereur Caligula. Elle fut diffusée sur Netflix le 5 avril 2019[4],[5].

## Personnages et événements historiques

### Commode: Le Règne du sang
- Commode était un empereur romain de 180 à 192. Il gouverna en tant que co-empereur avec son père Marc Aurèle de 177 jusqu'à la mort de son père en 180.
- Marc Aurèle était un empereur romain de 161 à 180. Il gouverna avec Lucius Verus en tant que co-empereur de 161 jusqu'à la mort de Verus en 169. Marc Aurèle était le dernier des soi-disant cinq bons empereurs. Il était adepte du stoïcisme et écrivit en langue grecque un recueil communément appelé les Méditations, qui est la source moderne la plus importante pour comprendre la philosophie stoïcienne antique.
- Faustine était une fille de l'empereur romain Antoninus Pius. Elle fut impératrice romaine et l'épouse de son cousin maternel Marc Aurèle. Bien que les sources romaines donnent une image généralement négative de son caractère, elle était tenue en haute estime par les soldats et par son propre mari. Elle reçut les honneurs divins après sa mort.
- Lucilla était la deuxième fille et le troisième enfant de l'empereur romain Marc Aurèle. Il s'agit de la sœur aînée du futur empereur romain Commode.
- Avidius Cassius était un général et usurpateur romain qui gouverna brièvement l’Égypte et la Syrie en 175.

### Jules César: Le Maître de Rome
- Jules César était un général et homme politique romain. Il repoussa les frontières romaines jusqu'au Rhin et à l'océan Atlantique en conquérant la Gaule, puis utilisa ses légions pour s’emparer du pouvoir. Il se fit nommer dictateur à vie, et fut assassiné peu après par une conspiration de sénateurs.
- Pompée était un général et homme d'État romain. Il fut l'adversaire de César lors de la guerre civile qui éclate en 49 av. J.-C.
- Crassus était un général et homme politique romain qui joua un rôle essentiel dans la fin de la République romaine. Il se joint à César et à Pompée lors du premier triumvirat.
- Servilia était la mère de Brutus et une des maîtresses de César.
- Brutus était un sénateur romain et le fils de Servilia, la maîtresse de Jules César,
- Marc Antoine était général et homme politique romain, proche de Jules César.
- Cléopâtre était une reine d'Égypte. Elle fut la compagne de Jules César puis de Marc Antoine
- Vercingétorix était un chef gaulois qui fédéra une partie des peuples gaulois contre les forces romaines de Jules César lors la guerre des Gaules.

### Caligula, l'empereur fou
- Tibère était un empereur romain qui régna de 14 à 37 apr. J.-C. Après la mort de son fils Drusus II, il s'éloigna de Rome et se retira sur l'île de Capri. À sa mort, Caligula lui succèda.
- Caligula était un empereur romain qui régna de 37 à 41 apr. J.-C. Après un début de règne prometteur, il devint peu à peu un empereur autocratique, délaissant et assassinant tous ceux qui avaient soutenu son ascension.
- Claude est l'oncle de Caligula. Il régna de 41 à 54 apr. J.-C. En 49, il épouse sa nièce Agrippine, la mère du futur empereur Néron.
- Agrippine l'Aînée était l'épouse du général romain Germanicus et la mère de l'empereur Caligula.
- Agrippine la Jeune était la sœur de Caligula. En 49, elle épousa son oncle, l'empereur Claude et devint impératrice.
- Macron était un préfet du prétoire romain. Il aida Caligula à prendre le pouvoir, avant de tomber en disgrâce.

## Distribution

### Première saison:Commode: Le Règne de sang
- Sean Bean (VF : François-Éric Gendron) : narrateur
- Aaron Jakubenko (VF : Damien Ferrette) : Commode
- Edwin Wright (VF : Éric Missoffe) : Dion Cassius
- Mike Edward : Narcisse
- Geneviève Aitken (VF : Ivana Coppola) : Marcia
- John Bach (VF : Philippe Roullier) : Marc Aurèle
- Tai Berdinner-Blades (VF : Ludivine Maffren) : Lucilla[6]
- Jared Turner (VF : Vincent Ropion) : Cléandre
- Andrew Foster : Quintianus
- Calum Giltins (VF : Benoît DuPac) : Saoterus
- Shane Bartle Éric Peter : Pertinax
- Ella Becroft (VF : Myrtille Bakouche) : Crispine[7]
- Lisa Chappell (VF : Ivana Coppola) : Faustine
- Emma Fenton : Tatiana
- Phil Brown : Ecletus
- Carl Bland (VF : Georges Caudron) : Avidius Cassius
- Adam Gardiner : Claudius Pompeianus

### Deuxième saison:Jules César: Le Maître de Rome
- Steve West (VF : Mathieu Buscatto) : narrateur
- Ditch Davey (VF : Raphaël Cohen) : Jules César
- Tim Carlsen (VF : Damien Boisseau) : Marc Antoine
- Natalie Medlock (VF : Myrtille Backouche) : Servilia
- Ben Black (VF : Romain Altché) : Brutus
- Stephen Lovatt (VF : Éric Herson-Macarel) : Pompée
- Wesley Dowdell (VF : Stéphane Ronchewski) : Crassus
- Andrew Robertt : Caton
- Taylor Hall : jeune César
- Jessica Green (VF : Flora Kaprielian) : Cléopâtre
- Phoenix Connelly : Julia
- Mana Davis : Spartacus
- Errol Shand (VF : Laurent Larcher) : Vercingetorix
- Will Hall : Marcus Wallius
- Danielle Mason (VF : Flora Kaprielian) : Cornelia
- Joseph Valentine : Roi Ptolémée
- Bruce Valentine (VF : Benard Bollet) : Caius Opilio
- Simon Prast (VF : Frédéric Popovic) : Sénateur Lucullus
- Kevin Keys : Sénateur Marcus Petreius
- James Gordon (VF : Christophe Seugnet)  : Lucius Afranius

### Troisième saison:Caligula: L'Empereur fou
- Sean Bean (VF : Mathieu Buscatto) : narrateur
- Ido Drent (VF : Damien Ferrette) : Caligula
- Craig Walsh-Wrightson (VF : Frédéric Cerdal) : Tibère
- Kelson Henderson (VF : Georges Caudron) : Claude
- Colin Moy (VF : Frédéric Popovic) : Cassius
- Teressa Liane (VF : Myrtille Backouche) : Agrippine la Jeune
- Leon Wadham (VF : Romain Altché) : Gemellus
- Michael Morris (VF : Laurent Larcher) : Macron
- Molly Leishman (VF : Maryne Bertieaux) : Livilla
- Elizabeth Dowden  (VF : Sandra Parra) : Drusilla
- Chris Tempest (VF : Jonathan Benhamou) : Lépide
- Richard Lambeth (VF : Romain Altché) : Drusus
- Owen Black (VF : Fabien Jacquelin) : Séjan
- Matthew Chamberlain (VF : Frédéric Popovic) : Germanicus
- Jay Simon (VF : Thierry Kazazian) : sénateur Regulus
- Damien Avery (VF : Fabien Jacquelin) : sénateur Vinicianus
- Jack walley (VF : Daniel Lafourcade) : sénateur Marcus Otho
- Lily Riley (VF : Maryne Bertieaux) : Tertia

## Réalisation
Jeremiah Murphy et Peter Sherman collaborèrent à l'écriture de la première saison, sous la direction de Richard Lopez.

## Épisodes

### Première saison:Commode: Le Règne du sang
- Épisode 1 : Né dans la pourpre
- Épisode 2 : Genèse d'un empereur
- Épisode 3 : Ennemi du Sénat
- Épisode 4 : Rome en feu
- Épisode 5 : La Lutte pour la gloire
- Épisode 6 : 14 jours sanglants

### Deuxième saison:Jules César: Le Maître de Rome
- Épisode 1 : Le Triumvirat
- Épisode 2 : Le Grand Conquérant
- Épisode 3 : La Traversée du Rubicon
- Épisode 4 : La Reine du Nil
- Épisode 5 : Les Ides de mars

### Troisième saison:Caligula: L'Empereur fou
- Épisode 1 : L'Héritier désigné
- Épisode 2 : Un nouvel espoir
- Épisode 3 : En quête d'un successeur
- Épisode 4 : La Descente dans la folie

## Inexactitudes historiques
- Au début du deuxième épisode de la première saison « Genèse d'un empereur », l'impératrice Faustine est incinérée. En réalité, elle fut enterrée dans le mausolée d'Hadrien à Rome.
- L'impératrice Faustine n'est d'ailleurs pas morte d'un suicide, mais d'un accident, en Cappadoce dans le camp militaire d'Halala[8].
- Dans le dernier épisode de la saison 3, Caligula annonce qu’il va combattre les Britons. Dans la version anglaise, il annonce qu’il souhaite traverser l’« English Channel ». Le terme English est un adjectif provenant du mot England. En fait, ce nom vient des tribus germaniques, les Angles, qui envahiront plus tard les îles britanniques au Ve siècle.
- Comme attesté par plusieurs historiens, Cléopatre et César n'étaient pas des personnes à la beauté extravagante contrairement aux personnages romanesques montrés à l'écran[9],[10].
- Les légions romaines menées par César ne portaient pas la Lorica Segmentata (cuirasse), pourtant très visible à l'écran. En fait, ce type d'équipement n'est apparue dans l'armée romaine qu'au Ier siècle. À l'époque de Jules César, l'infanterie des armées de la République romaine était encore majoritairement organisée autour de trois corps : les Principes, les Triarii et les Hastati dont l'équipement était encore très léger[11],[12].
- Dans l'épisode 1 de la saison 2, on montre Jules César en jeune légionnaire sur un champ de bataille au milieu d'une mêlée générale, somme de combats individuels. Ceci est faux. Les légionnaires romains, extrêmement disciplinés, maintenaient constamment leur formation en manipule, combattant en bloc compact et ne se désolidarisant en aucun cas.
- Dans l'épisode 1 de la saison 2, il est longuement relaté la participation de Jules César à la lutte contre la révolte des esclaves menée par Spartacus dans le sud de la péninsule italique de 73 à 71 av. J.-C. . Il n'existe pourtant aucun écrit historique mentionnant une telle participation. Jules César s'est engagé dans l'armée en 80 ou 81 av. J.-C. et a fait ses premières armes en Asie mineure en participant à la guerre contre Mithridate VI d'après Suétone dans sa Vie de Jules César.
- Dans la saison 2 : Jules César : Le maître de Rome, César, Pompée, Crassus et beaucoup d'autres personnages masculins de la haute société romaine sont présentés barbus, qu'il s'agisse de barbes de quelques semaines ou même encore bien plus fournies (ex : Pompée). Or à partir du IIe siècle av. J.-C. la pratique du rasage de près apparait chez les romains. Il est fort improbable que l'aristocratie romaine et ses patriciens portent la barbe qui était devenue un critère de non raffinement. Ce sont "les barbares" qui se laissaient pousser ainsi les poils sur le visage.
- Dans l'épisode 4 de la saison 2, on montre Pompée avoir une audience avec le pharaon Ptolémée XIII. Cela est impossible, car Pompée a été assassiné en arrivant sur les plages de Péluse par Lucius Septimus.